# Aunis

Brasão da província
De goles à perdiz coroada de ouro

Aunis é uma antiga província da França, situada no noroeste do departamento de Charente-Maritime. Sua capital histórica é La Rochelle, que assumiu depois de Castrum Allionis (Châtelaillon) a capital histórica que dá nome à província.

## História
Foi um feudo do Ducado da Aquitânia. Estendia-se ao Marais Poitevin no norte, Basse Saintonge (e Niortais), no leste, e Rochefortais no sul. Aunis teve uma influência aproximadamente 20-25 km para a Ilha de Ré (l'Île de Ré).
A província foi reconhecida oficialmente durante o reinado de Carlos V da França em 1374: "Em 1374, Carlos V separou La Rochelle de Saintonge para criar um governo provincial, compreendendo as jurisdições de Rochefort, Marennes, e por um tempo, Benon. Foi assim que Aunis legalmente se tornou uma província separada."
Aunis foi a menor província da França, em termos de área. Hoje em dia é parte do departamento de Charente-Maritime, juntamente com Saintonge.

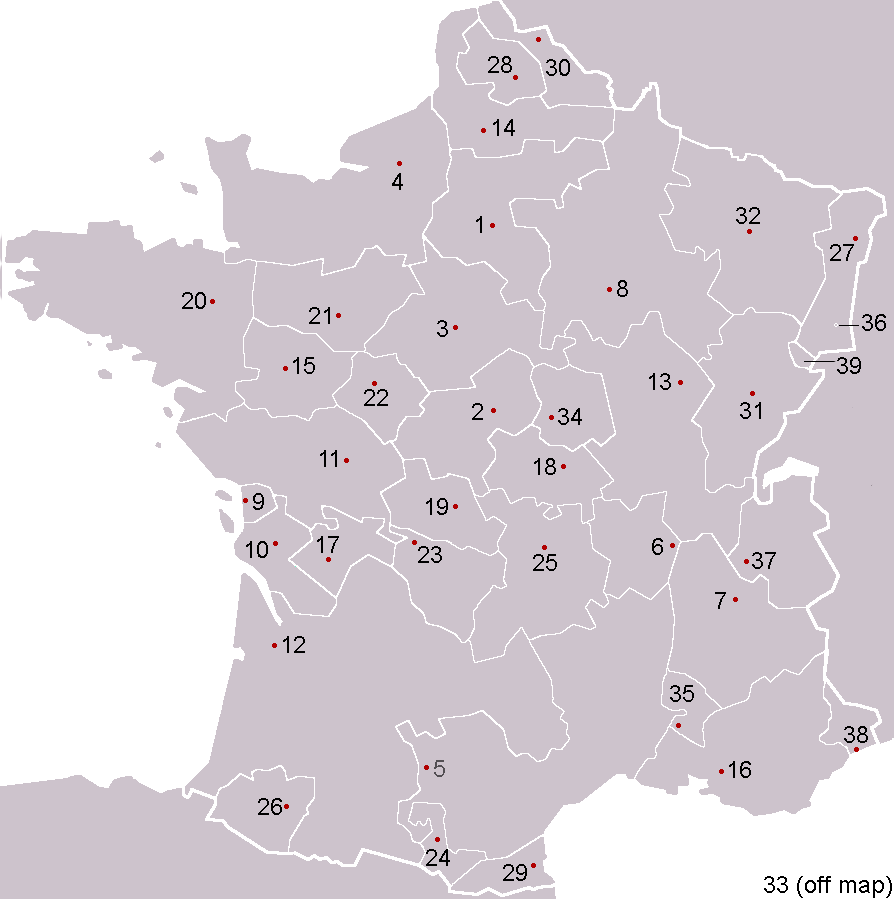
9 : Aunis

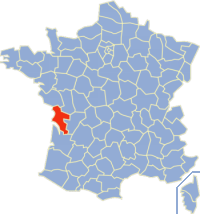
Aunis foi incluido no departamento de Charente-Maritime depois de 1790.